# أيومي موراتا
أيومي موراتا (باليابانية: 村田あゆみ؛ بالكانا: むらた あゆみ) هي مغنية ومؤدية صوت وممثلة يابانية، ولدت في 12 يناير 1982 في طوكيو في اليابان.

## وصلات خارجية
- أيومي موراتا على موقع ميوزك برينز (الإنجليزية)
- أيومي موراتا على موقع ANN person (الإنجليزية)